# 黃偉亮
黃偉亮（英語：Jack Wong Wai-Leung，？—）是香港著名電影動作指導和演员，曾是成家班成員之一。合作導演有鄭保瑞、杜琪峰等等。2014年以《救火英雄》獲得第51屆金馬獎最佳動作設計獎。2023年以《明日战记》赢得香港电影金像奖最佳动作设计奖。

## 電影作品

### 動作指導
- 救火英雄（2014年）
- 角頭（2015年）
- 湄公河行动（2016年）
- 戰狼2（2017年）
- 红海行动（2018年）
- 廉政風雲 煙幕、犯罪現場（2019年）
- 麥路人（2020年）
- 鬼同你住（2021年）
- 智齒（2021年）
- 神探大戰（2022年）
- 明日戰記（2022年）
- 暗殺風暴（2023年）
- 臨時劫案（2024年）
- 焚城（2024年）

## 外部連結
- 黃偉亮在香港影庫上的簡介
- 黃偉亮在互联网电影资料库（IMDb）上的資料（英文）
- 黃偉亮在豆瓣上的资料（简体中文）
- 黃偉亮在时光网上的簡介（简体中文）